# 動物繊維

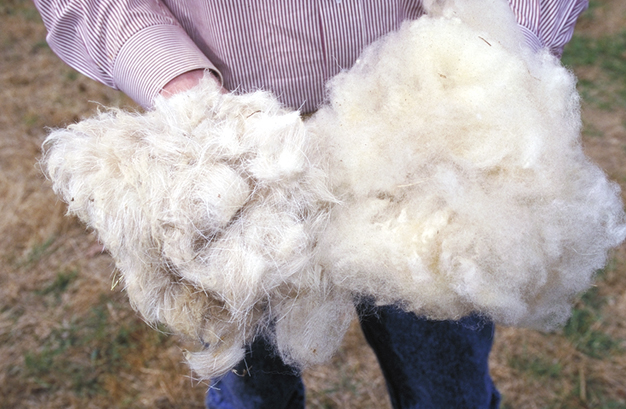
刈り取ったウール

動物繊維（どうぶつせんい）とは、動物から採取される繊維。代表的なものに獣毛や絹、羽毛などがある。

## 概要
動物繊維は、動物全般から得られる繊維であるため、昆虫であるカイコから得られる絹から哺乳類のヒツジなどの毛を使う羊毛まで様々であるが、その多くは蛋白質が主な材料になるため、燃やすと焦げ臭い。また乾燥した動物の死骸（動物性蛋白質）などを食べる虫による食害を受けやすい。
動物の体毛はそのままの形で利用される例もあり、また皮と共に毛皮として利用される例もあるが、これらは繊維とは認識されない。皮革という基部に毛という構造が付いているためである。
一般に広く利用されるのは哺乳類の体毛である。弾力性に優れ、しなやかなものが好まれる。代表的なのが羊毛である。無脊椎動物が分泌物からつくる糸を利用する例もあり、この代表が絹糸である。動物性繊維の中でも取り分けクモの作る繊維は、強い引っ張り強度（同径の鉄線に勝る）を持つことで知られるが、こちらは量産する手法がないため、利用されない。
動物繊維はその多くが人間の手によって家畜として飼育された動物から採取される。これは繊維として扱い易い長さの毛を持つ動物が自然界には限られること、加えて繊維の長さを一定以上に保つためには飼育して保護した環境のほうが、より品質的に優れるものが得られるためである。

## 分類

### 獣毛
動物繊維のうち哺乳類の体毛のことを獣毛という。
- 緬羊毛（羊毛、ウール）
- 山羊毛
  - カシミア（カシミヤ山羊）
  - モヘヤ（アンゴラ山羊）
- ラマ毛
  - ラマ毛（ラマ）
  - ビキューナ毛（ビクーニャ）
  - アルパカ毛（アルパカ）
- ラクダ毛（キャメル、ラクダ）
- 兎毛
  - アンゴラ（アンゴラウサギ）
- 馬毛

### 絹
カイコガ科の昆虫が作る繭からとる繊維を絹（シルク）という。
蚕には家蚕と野蚕があり、野蚕には柞蚕やヤママユ（山繭）からとれる天蚕糸などがある。

### その他の動物繊維
- 羽毛
- 蜘蛛糸（クモ）

## JISによる動物繊維の種類
JIS L 0204-1 : 1998「繊維用語（原料部門）－第1部：天然繊維」に記載されている動物繊維には以下のようなものがある（括弧内は英語表記）。

### 絹せんからの繊維
- 絹（silk）
- 野蚕絹（tasar）
- 野蚕絹（muga）
- 野蚕絹（eri）
- アナヘ（anaphe）
- バイサス（byssus）

### 毛もうからの繊維
- 羊毛（wool）
- アルパカ（alpaca）
- アンゴラ（angora）
- カシミア（cashmere）
- らくだ（camel）
- ガナコ（guanaco）
- ラマ（lama）
- モヘヤ（mohair）
- ビキューナ（vicuna）
- ヤク（yak）
- 牛毛（cow）
- ビーバー（beaver）
- 鹿（deer）
- やぎ（goat）
- 馬毛（horse）
- うさぎ（兎）毛（rabbit）
- 野うさぎ毛（hare）
- かわうそ（otter）
- ヌートリヤ（nutria）
- アザラシ（seal）
- じゃこうねずみ（muskrat）
- トナカイ（reindeer）
- ミンク（mink）
- てん（marten）
- 黒てん（sable）
- いたち（weasel）
- くま（熊）（bear）
- おこじょ（herrmine）
- アーティックきつね（articfox）

## 動物繊維の長所・短所
動物繊維は、その長所として繊維が弾力に富み、空気を多く含んだ布地を作りやすい事が挙げられる。これは肌触りが良いだけではなく、断熱材として機能することから、暑さや寒さから体を保護するために有効である。防寒具だけではなく、強い直射日光を遮断するためにも毛織物は有効である。またほ乳類の毛は適度に油分を含むため、撥水性に優れる。反面、吸水性は低い。
また火をつけると焦げる性質があり、これは強い悪臭ともなるが、これは炭化の過程で難燃性を発揮し、化学繊維のように融けながら延焼するような問題を起こさない。ウール製高級絨毯の識別方法として、切れ端に火をつけるというものがあるが、特に丁寧に作られ目の詰まった絨毯は強い難燃性を示す。19世紀のイギリスの消防士は、厚い革帽子とラシャ地のジャケットに身を包んで消火活動にあたったほどである。
その一方で、先に挙げたとおり昆虫などの食害を受けやすい傾向がある。これは動物性蛋白が他の生物にとってまたとない「ごちそう」であるためだが、特に昆虫の中には乾燥した動物性蛋白を主食とするものも多く、保存には注意が必要である。